# Yuki Sima
Yuki Sima (von japanisch 雪島 ‚Schnee-Insel‘) ist eine komplett eingeschneite Insel vor der Prinz-Harald-Küste des ostantarktischen Königin-Maud-Lands. Sie liegt 3 km nördlich der Botnneset in der Lützow-Holm-Bucht.
Norwegische Kartographen kartierten sie 1946 anhand von Luftaufnahmen der Lars-Christensen-Expedition 1936/37 im Irrglauben, es handele sich um einen nördlichen Ausläufer der Botnneset. Nach Auswertung von Landsat-Aufnahmen im Jahr 1974 hielt man sie gleichfalls irrtümlich für einen Teil einer Inselgruppe. Erst japanische Luftaufnahmen aus dem Jahr 1983 klärten ihre wahre Natur auf. Japanische Wissenschaftler benannten sie 1996 deskriptiv.